# Bertrando (cardinal, 1212)
Bertrando (mort après juillet 1216), est un cardinal  de l'Église catholique du XIIIe siècle, nommé par le pape Innocent III.

## Biographie
Le pape Innocent III crée Bertrando cardinal  lors du consistoire du 18 février  1212. Il est légat apostolique en France pour prêcher la croisade contre les albigeois. Bertrando participe à l'élection du pape Honoré III en 1216.